# Cefídeos
Cefídeos (Cephidae) é uma família de vespas-da-madeira da ordem de insetos Hymenoptera, que conta atualmente com cerca de 160 espécies descritas. São insetos diurnos, de corpo delgado, geralmente vistos sobre a vegetação. A maioria das espécies ocorre no hemisfério norte, principalmente na Eurásia. Não há registro de nenhuma espécie no Brasil.
Os adultos de Cephidae, como muitos outros Hymenoptera, se alimentam de néctar e pólen, embora seu papel como polinizadores seja limitado. Eles são ativos durante o dia e são encontrados pousando em vegetação ou em flores nas proximidades das plantas hospedeiras.
Como outras vespas basais fitófagas da subordem Symphyta, as fêmeas de Cephidae possuem um ovipositor protuso adaptar para penetrar o caule das plantas, onde depositam seus ovos. Esse ovipositor serve como uma ferramenta de corte (como uma serra) para que elas cortem os tecidos vegetais, facilitando a postura dos ovos dentro do caule das plantas hospedeiras. Colocam seus ovos nos caules de diversas espécies de plantas, mais comumente de gramíneas, mas por vezes em algumas espécies de arbustos. Por conta desta morfologia e biologia, por vezes levam o nome de "vespas-serras-dos-caules".

## Morfologia e Taxonomia
Vespas de corpo fino e esticado, geralmente negras e medindo em torno de 10 mm. O primeiro segmento torácico (pronoto) visto por cima com formato de trapézio, tão largo na base quanto alto; célula costal na asa anterior faltando ou muito estreita; abdômen achatado lateralmente. Não possuem estruturas de repouso das asas fechadas (chamadas de "cenchri"), típica de outras vespas fitófagas basais. As diferenças entre machos e fêmeas (dimorfismo sexual) são sutis, resumindo-se no ovipositor das fêmeas e as antenas do macho sendo mais finas e longas.
As larvas dos Cephidae são endofíticas, o que significa que elas vivem e se alimentam dentro dos caules de plantas hospedeiras. Ao contrário de muitas outras vespas-serra que se alimentam de folhas, as larvas de Cephidae perfuram e consomem os tecidos internos dos caules. Esse comportamento endófito protege as larvas de predadores e condições ambientais adversas.
Já foram consideradas como possível linhagem irmã dos demais himenópteros da subordem Apocrita, mas estudos mais recentes apontam Orussidae como esta linhagem mais provável. 

## Importância Econômica
Os Cephidae são encontrados em várias regiões do mundo, especialmente em áreas temperadas onde as gramíneas e cereais são comuns. Eles são mais abundantes nas áreas de cultivo destas culturas, em campos de grama e prados, onde as plantas hospedeiras estão presentes. Algumas espécies são, assim, pragas de cereais, especialmente em áreas onde o trigo e a cevada são cultivados. Os danos causados pelas larvas alimentando-se nos caules podem reduzir o rendimento das colheitas, afetando significativamente a produção agrícola. Por exemplo, Cephus cinctus é uma destas pragas principais de trigo no oeste dos Estados Unidos e do Canadá. Em algumas regiões, práticas de manejo integrado de pragas (MIP) têm sido implementadas para controlar populações de Cephidae. Isso inclui o uso de práticas culturais, como rotação de culturas, remoção de resíduos de colheita (pois as larvas podem hibernar nos restos vegetais), e o uso de parasitoides naturais. Alguns parasitóides, como certas vespas do grupo Ichneumonidae, atacam as larvas de Cephidae, ajudando a controlar suas populações naturalmente.

## Gêneros
A família Cephidae atualmente conta com 27 gêneros de vespas:
- Athetocephus Benson, 1935
- Australcephus Smith & Schmidt, 2009
- Caenocephus Strobl, 1895
- Calameuta Konow, 1896
- † Cephites Heer, 1849
- Cephus Latreille, 1802
- Characopygus Konow, 1899
- † Cuspilongus Archibald & Rasnitsyn, 2015
- † Electrocephus Konow, 1897
- Heterojanus Wei & Xiao, 2011
- Janus Stephens, 1829
- Jungicephus Maa, 1949
- Koreocephus Wei & Lee, 2018
- Magnitarsijanus Wei, 2007
- Megajanus Wei, 1999
- † Mesocephus Rasnitsyn, 1968
- Miscocephus Wei, 1999
- Pachycephus J.P.E.F.Stein, 1876
- Phylloecus Newman, 1838
- Sinicephus Maa, 1949
- Stenocephus Shinohara, 1999
- Stigmatijanus Wei, 2007
- Sulawesius Smith & Shinohara, 2002
- Syrista Konow, 1896
- Tibetajanus Wei, 1996
- Trachelus Jurine, 1807
- Urosyrista Maa, 1944